# Torulaspora globosa
Torulaspora globosa är en svampart som först beskrevs av Klöcker, och fick sitt nu gällande namn av Van der Walt & Johannsen 1975. Torulaspora globosa ingår i släktet Torulaspora och familjen Saccharomycetaceae.   Inga underarter finns listade i Catalogue of Life.